# Stelis schomburgkii
Stelis schomburgkii är en orkidéart som beskrevs av William Fawcett och Alfred Barton Rendle. Stelis schomburgkii ingår i släktet Stelis och familjen orkidéer. Inga underarter finns listade i Catalogue of Life.